# Râul Purdel
Râul Purdel este un curs de apă, afluent al Râușorului. 